# Robert Hinrichsen

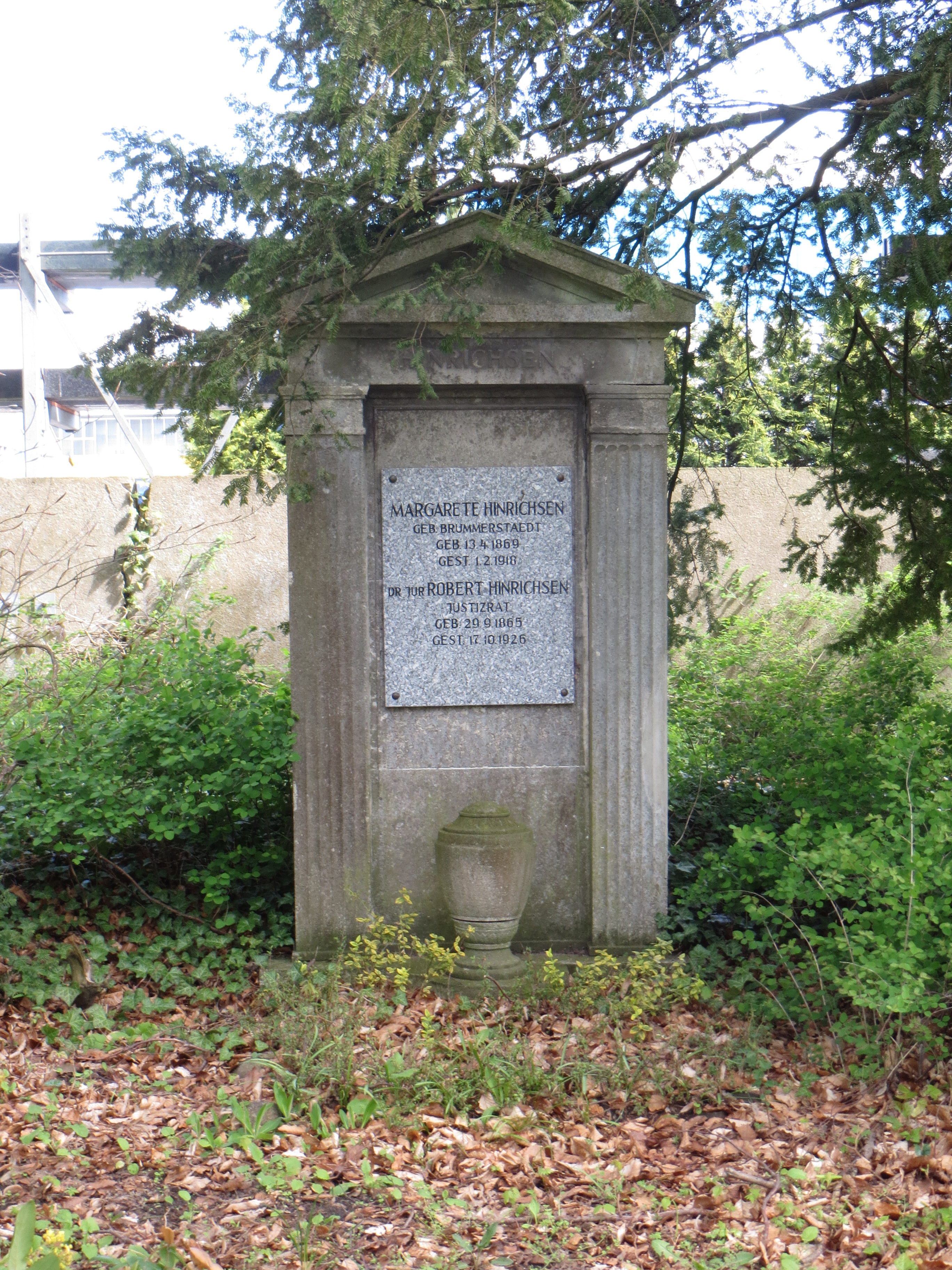
Grab von Robert und Margarete Hinrichsen auf dem Friedhof Güstrow (2014)

Robert Hinrichsen (* 29. September 1863 in Güstrow als Robert Cohen; † 17. Oktober 1926 in Rostock) war ein deutscher Rechtsanwalt und Notar.

## Leben
Robert Hinrichsen stammte aus einer jüdischen Familie. Er war das zweite Kind und der älteste Sohn des Kaufmanns und Bankiers Albert Cohen (1833–1908) und dessen Frau Marianne, geb. Hinrichsen (1843–1884). Mütterlicherseits stammte er vom jüdischen Kaufmann und Hofagenten Ruben Michel Hinrichsen ab. Henri Hinrichsen war ein entfernter Cousin.
Er studierte Rechtswissenschaften an den Universitäten Leipzig, Berlin und ab 1885 Rostock. Im März 1887 bestand er sein erstes juristisches Examen und wurde Referendar. In Rostock wurde er 1891 mit einer Dissertation über Verträge zugunsten Dritter zum Dr. jur. promoviert; zugleich erhielt er seine Zulassung als Rechtsanwalt beim Landgericht Güstrow und als Notar in Güstrow.
Anfang 1892 ließ er sich taufen und nahm den Familiennamen seiner Mutter Hinrichsen an. 1913 verlieh ihm Großherzog Friedrich Franz IV. den Titel Justizrat.
Hinrichsen war in berufsständischen Vereinigungen engagiert und saß seit 1903 im Vorstand der Rechtsanwaltskammer Mecklenburgs; 1916 war er ihr Vorsitzender. Beim Juristentag 1907 des Deutschen Anwaltvereins war er zusammen mit Max Hachenburg Berichterstatter für die Stellung des Vereins zum Entwurf eines Reichsgesetzes, betreffend die Abänderung der Gerichtsverfassung, der Reichszivilprozeßordnung und der Gebührenordnung für Rechtsanwälte.
Seit 1892 war er verheiratet mit Margaret(h)e, geb. Brummerstaedt (1869–1918), einer Tochter des Rostocker Arztes Wilhelm Brummerstaedt und Enkelin von Wilhelm Brummerstaedt. In zweiter Ehe heiratete er 1921 Anna, geb. Lübcke (1880–1974).
Die Familie war in vielfacher Weise von der nationalsozialistischen Judenverfolgung betroffen. Robert Hinrichsens Bruder Heinrich wurde 1943 im Ghetto Theresienstadt ermordet, seine Schwester Anna Clara, verh. Josephy 1944 im KZ Auschwitz. Von den Kindern des Paares emigrierte der Jurist Fritz Hinrichsen (1909–1989) zusammen mit seinem Bruder, dem Kaufmann Gerhard Hinrichsen (1897–1988) im Juli 1934 nach Santos in Brasilien, von wo aus er versuchte, seinen Anteil am Erbe seiner Eltern geltend zu machen. Der älteste Sohn Hans-Martin (1892–1976) wurde Arzt, überlebte den Holocaust und lebte später in Ulm. Der zweitälteste Sohn Carl (1895–1988) war als Bauingenieur u. a. am Bau der Metro in Moskau beteiligt und kam 1935 über Shanghai zurück nach Deutschland, wo er sich mit ständig wechselnden Arbeitsplätzen der Verfolgung entziehen konnte. Die Tochter Marianne, verheiratete Plate (1900–1959) emigrierte in die USA und lebte zuletzt in Pottstown, PA. Die Tochter Johanna (1902–1991) emigrierte nach Großbritannien und lebte zuletzt in Montreal. Zu den Schikanen der nationalsozialistischen Verwaltung gegen die Familie gehörte der Widerruf des Familiennamens Hinrichsen.

## Werke
- Die Verträge zu Gunsten Dritter in der heutigen gemeinrechtlichen Rechtslehre und Rechtsprechung unter Berücksichtigung des Reichsrechts. Rostock: Univ.-Buchdr. v. Adler’s Erben 1891, zugl. Rostock, Univ., Jur. Fak., Inaug.-Diss., [11. Mai] 1891